# The Deslondes
The Deslondes sind eine Americana-Musikgruppe aus New Orleans, Louisiana. Die Band besteht aus Dan Cutler (Gesang, Bass), Sam Doores (Gesang, Gitarre), Riley Downing (Gesang, Gitarre), Cameron Snyder (Gesang, Schlagzeug) und John James Tourville (Violine, Pedal-Steel-Gitarre). Alle fünf schreiben dabei die Songs gemeinsam. Ihre Musik vermischt Einflüsse aus klassischer Country-Musik, Folk, Rock ’n’ Roll, Bluegrass, Rhythm and Blues, American Roots Music, Blues, Gospel und Zydeco.
Das erste selbstbetitelte Album der Band wurde 2015 auf New West Records veröffentlicht.

## Geschichte

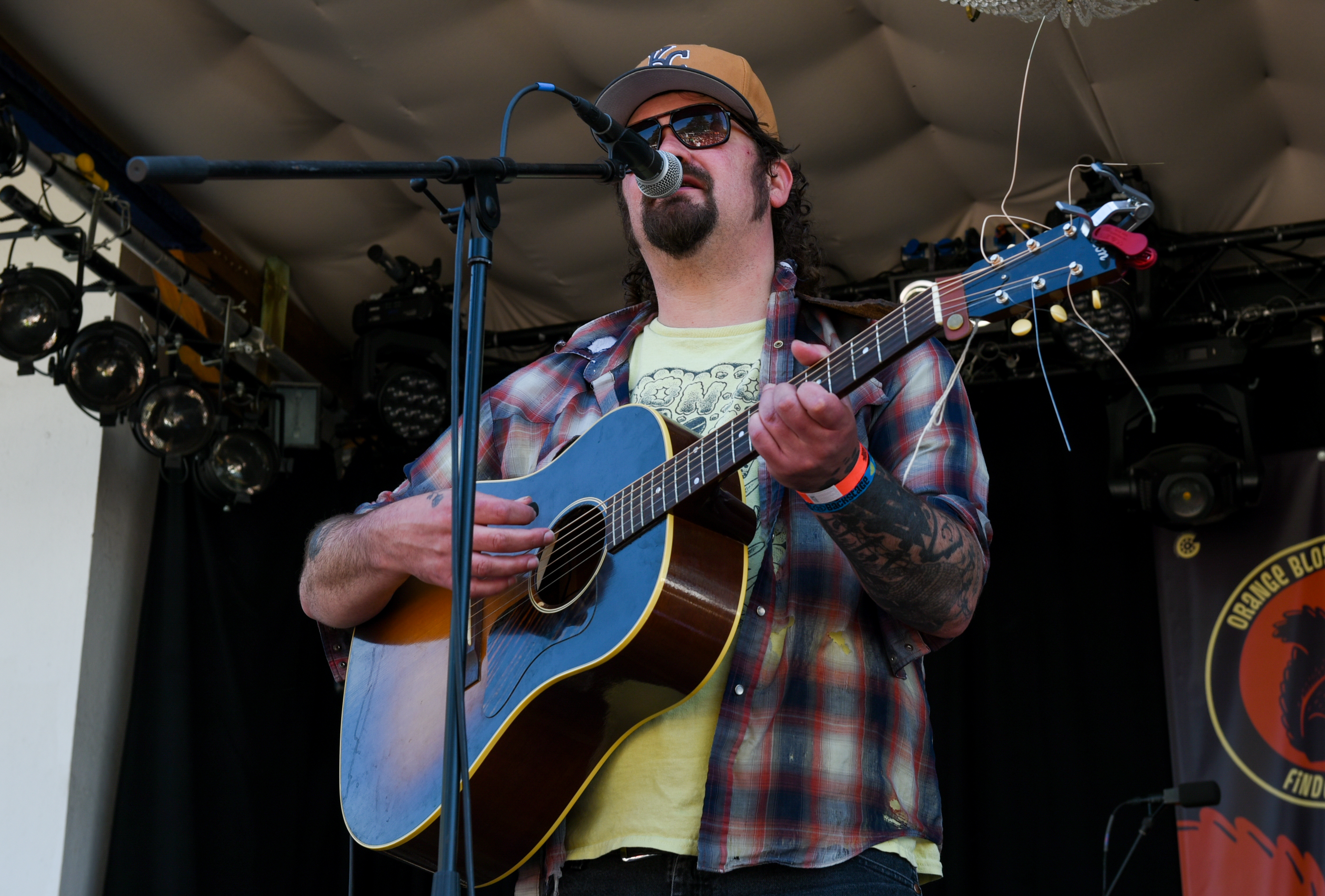
Dan Cutler beim Orange Blossom Special Festival 2023

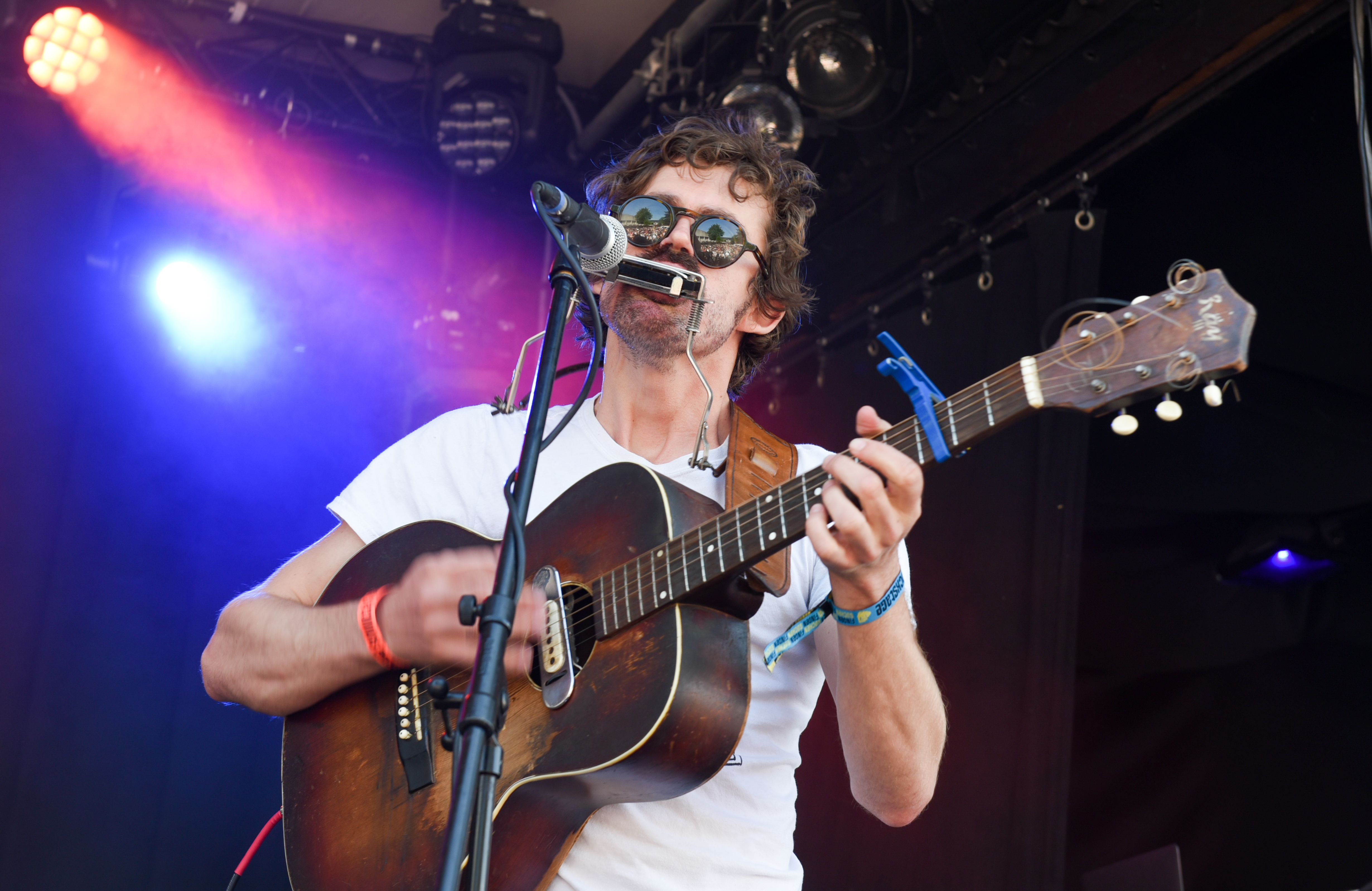
Sam Doores beim Orange Blossom Special Festival 2023

Die Band wurde im Holy Cross-Viertel im Lower Ninth Ward von New Orleans gegründet und hat ihren Namen von einer Straße in diesem Viertel. Sam Doores lernte Cameron Snyder während seines Studiums kennen. Als Doores die Autobiografie Bound for Glory von Woody Guthrie las, brach er das Studium ab, um mit Snyder nach New Orleans zu gehen, wo sie die Band The Broken Wing Routine gründeten und das Woody Guthrie Folk Festival in Oklahoma besuchten, wo sie den aus Missouri stammenden Riley Downing kennenlernten. In New Orleans traf Doores auf Dan Cutler und gründete The Tumbleweeds, während Snyder und John James Tourville sich auf einer Tour mit The Longtime Goners kennenlernten. Doores und Cutler spielten auch in der New-Orleans-Band Hurray for the Riff Raff, und The Tumbleweeds waren oft die Vorgruppe dieser Band.
Im Jahr 2013 änderten The Tumbleweeds offiziell ihren Namen in The Deslondes und veröffentlichten zwei Jahre später ihr erstes selbstbetiteltes Album The Deslondes bei New West Records, das von der Kritik hoch gelobt wurde. Ihre erste Single, Fought the Blues And Won, hatte seine Premiere beim Sender NPR. Das Musikvideo zum Song The Real Deal wurde vom Rolling Stone beworben. Ein Teil ihres Songs Low Down Soul wurde zudem während einer Szene in Staffel 6, Episode 3 der TV-Serie Longmire gespielt.
Mit Hurry Home folgte 2017 das zweite Album der Band und 2022 arbeiteten sie an der Veröffentlichung von Ways & Means im Sommer 2023. Dabei kollaborierten sie mit Andrija Tokic von den Alabama Shakes und arbeiteten unter anderen mit Margo Price als Sängerin, Twain als Backgroundsänger und Billy Contreras als Gitarristen zusammen. In der ersten Jahreshälfte 2023 gingen sie auf Europatournee und spielten dabei auf verschiedenen Festivals, darunter dem 25-jährigen Jubiläum des Orange Blossom Special Festivals in Beverungen.

## Stil

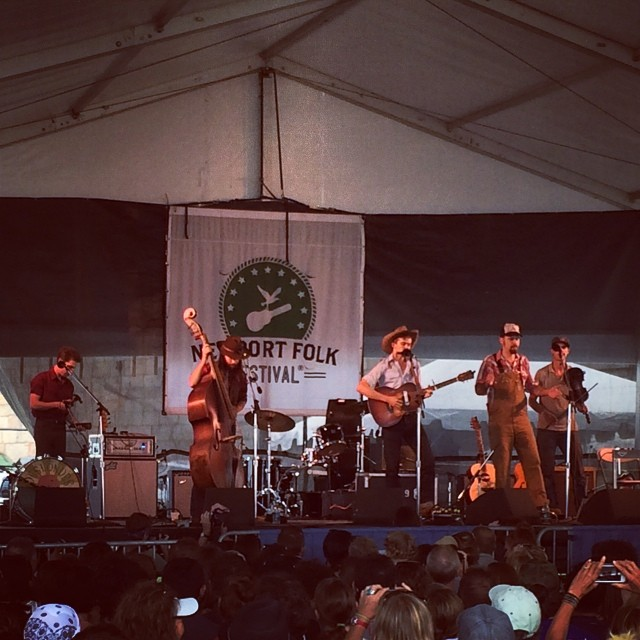
The Deslondes beim Newport Folk Festival, 2014

Doores beschreibt den Songwriting-Prozess der Band als einen Gruppenprozess. Ihre Einflüsse umfassen fast jeden amerikanischen Musikstil. Pitchfork schrieb: „Wenn die Deslondes ihr selbstbetiteltes Debüt mit einer Walking-Piano-Linie eröffnen, die weit, weit unten auf der linken Seite der Tastatur gespielt wird, spielen sie nicht nur einen Rhythmus, der im Jahr 2015 unverwechselbar klingt, sondern vermitteln auch eine ganze Pop-Geschichte, die den Rhythmus und Blues von New Orleans, den frühen Rock von Memphis, den Country des Louisiana Hayride und jede Pick-up-Jazzband umfasst, die jemals auf der Royal Street unterwegs war.“

## Diskografie
- 2012: Holy Cross Blues (veröffentlicht als Sam Doores + Riley Downing & The Tumbleweeds)
- 2015: Fought the Blues and Won / Yum Yum (7"-Single, New West Records)
- 2015: The Deslondes (Album, New West Records)
- 2016: Tres Grand Serpent / What Are They Doing in Heaven Today? (7"-Single, New West Records)
- 2017: Hurry Home (Album, New West Records)
- 2022: Ways and Means (Album, New West Records)

## Belege
1. 1 2  Ann Powers: Songs We Love: The Deslondes, 'Fought The Blues And Won'. In: NPR.org. Abgerufen am 21. September 2015 (englisch).
2. 1 2  Jewly Hight: Review: The Deslondes, 'The Deslondes'. In: NPR.org. Abgerufen am 15. September 2015 (englisch).
3. ↑  The Deslondes step out, with tight roots-rock and swamp boogie, Friday, Jan. 31. In: nola.com. Abgerufen am 15. September 2015 (englisch).
4. ↑  Meet The Deslondes - American Songwriter. In: americansongwriter.com. Abgerufen am 21. September 2015 (englisch).
5. 1 2  The Deslondes | Biography & History | AllMusic. In: AllMusic. Abgerufen am 21. September 2015 (englisch).
6. ↑  Watch the Deslondes Dodge TVs and Groupies in 'Real Deal' Video. In: rollingstone.com. Abgerufen am 21. September 2015 (englisch).
7. ↑  The Deslondes: Ways and Means. In: hooked-on-music.de. Abgerufen am 8. Juni 2023 (englisch).
8. ↑  The Deslondes. In: orangeblossomspecial.de. Abgerufen am 8. Juni 2023 (englisch).
9. ↑  The Deslondes: The Deslondes. In: pitchfork.com. Abgerufen am 21. September 2015 (englisch).